# Мацей Музай
Мацей Му́зай (або Мачей Музай, пол. Maciej Muzaj; нар. 21 травня 1994, Вроцлав) — польський волейболіст, діагональний нападник, гравець клубу польської Плюс Ліги ВК «Сталь» (Ниса), у минулому — національної збірної Польщі.

## Життєпис
Першим його клубом був ВК «Ґвардія» з рідного міста, де Мацей грав у 2010—2012 роках. Потім виступав за клуби «Скра» (Белхатів, 2012—2015), «Ястшембський Венґель» (Ястшембе-Здруй, 2015—2018), «Трефль» (Гданськ, 2018—2019), «Оніко» (Варшава, 2019).
З 2019 року грав у Росії за клуб «Газпром-Югра» із Сургута (2019—2020), з яким у сезоні 2019/2020 став найкращим бомбардиром чемпіонату Росії, і за «Урал» (Уфа, 2020—2021). Проте в лютому 2021 року уфимський клуб розірвав контракт із легіонером. Після цього грав за італійський ВК «Sir Safety Umbria Volley» з Перуджі (головний тренер до квітня 2021 — Вітал Гейнен, серед одноклубників, зокрема, Олег Плотницький, Вільфредо Леон).
У травні 2021 року підписав дворічну угоду з ВК «Ресовія» (Ряшів).
5 березня 2024 року став кращим гравцем матчу проти львівського ВК «Барком-Кажани».

### Досягнення

#### Клубні
- чемпіон Польщі 2014
- володар Супекркубка Польщі 2014

#### У збірній Польщі
- бронзовий призер Євро 2021